# Eddie Bowey
Edwin „Eddie” Bowey (ur. 5 stycznia 1926 w Londynie, zm. w 2016 w Enfield) – brytyjski zapaśnik. Olimpijczyk z Londynu 1948, gdzie zajął dziesiąte miejsce w kategorii do 79 kg, w stylu wolnym.
Czwarty na Igrzyskach Imperium Brytyjskiego w 1950 roku.

## Letnie Igrzyska Olimpijskie 1948
| Konkurencja      | Rundy eliminacyjne    | Rundy eliminacyjne    | Rundy eliminacyjne    | Klas. końcowa |
| Konkurencja      | Przeciwnik I          | Przeciwnik II         | Przeciwnik III        | Miejsce       |
| ---------------- | --------------------- | --------------------- | --------------------- | ------------- |
| 79 kg styl wolny | Eduardo Assam (MEX) Z | André Brunaud (FRA) P | Adil Candemir (TUR) P | 10.           |